# Белградская улица (Санкт-Петербург)
Белгра́дская улица — одна из главных улиц Фрунзенского района Санкт-Петербурга, соединяющая спальные районы Купчино с центром города. Названа 16 января 1964 года по столице Югославии Белграду (ныне столица Сербии).
Начинается от улицы Салова в створе Витебской Сортировочной улицы и заканчивается на пересечении с улицей Димитрова. Магистраль проходит вдоль Витебского направления Октябрьской железной дороги и платформы «Проспект Славы». Застроена только чётная сторона.
Белградский мост перед пересечением с улицей Фучика является границей между рекой Волковкой и Волковским каналом.
23 февраля 1992 года между домами № 28/1 и 30 произошло ДТП, в котором серьёзно пострадал и через два дня умер известный советский композитор Виктор Резников.

## Пересечения
Белградская улица пересекает или граничит со следующими проспектами, улицами и переулками:
- улица Салова — Белградская улица примыкает к ней и продолжается Витебской Сортировочной улицей на север.
- улица Фучика — примыкание
- улица Турку — примыкание
- проспект Славы — пересечение
- Альпийский переулок — примыкание
- улица Димитрова — Белградская улица примыкает к ней

## Транспорт
Ближайшие к Белградской улице станции метро — «Бухарестская», «Международная», «Проспект Славы», «Электросила», «Парк Победы», «Московская» и «Купчино».
- Пересечение улиц Белградской и Салова: автобусы (12, 95, 159) и троллейбусы (36, 39).
- Пересечение улиц Белградской и Фучика: автобусы (12, 95, 159) и троллейбусы (36, 39).
- Пересечение улиц Белградской и Турку: автобусы (12, 95, 159).
- Пересечение Белградской улицы и проспекта Славы: автобусы (11, 31, 59, 114, 116, 141, 225, 239, 246) троллейбусы (26, 27, 29, 35, 47).

16 марта 2020 года на участке от улицы Димитрова до проспекта Славы был запущен продлённый троллейбусный маршрут № 47 до станции метро «Московская» с использованием машин с увеличенным автономным ходом.

## Достопримечательности
- Яблоневый сад
- Дом 8 — первый из домов 137-й серии[4]

## Галерея

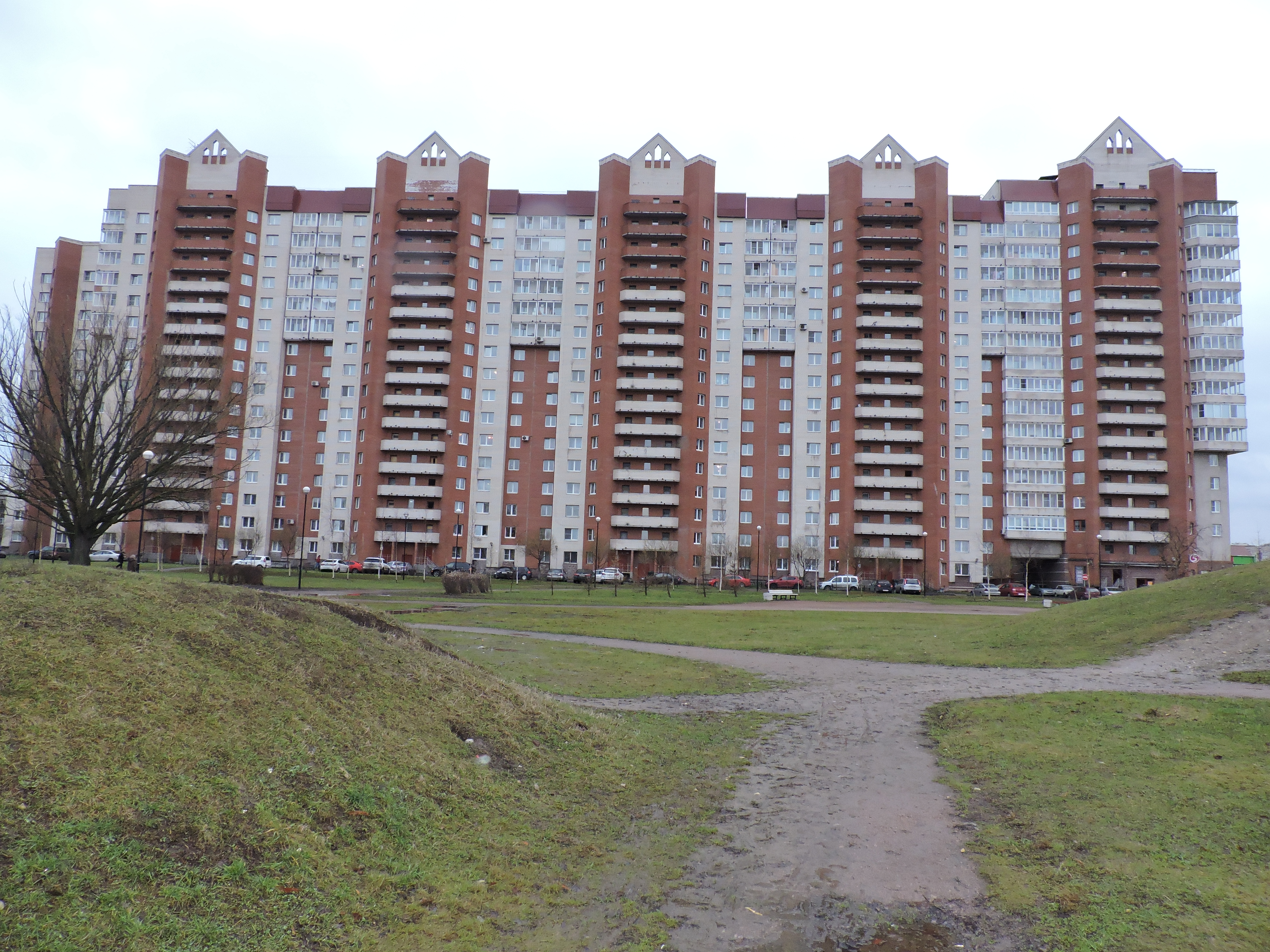
Дом № 26